# Grand Prix of ISD
Der Grand Prix of ISD ist ein ukrainisches Straßenradrennen. Das Eintagesrennen wird in der Oblast Winnyzja ausgetragen. Dieses Rennen wird gesponsert von ISD, das unter anderem auch ein Radsportteam besitzt.
2015 wurde das Radrennen erstmals veranstaltet. Seitdem gehört das Rennen zur UCI Europe Tour und ist dort in der Kategorie 1.2 eingestuft.

## Sieger
| Jahr | Sieger              | Zweiter            | Dritter         |
| ---- | ------------------- | ------------------ | --------------- |
| 2015 | Andrij Chripta      | Oleksandr Poliwoda | Maxym Wassiljew |
| 2016 | Nurbolat Kulimbetow | Samir Jabrayilov   | Matvey Nikitin  |